# Balão de fundo chato

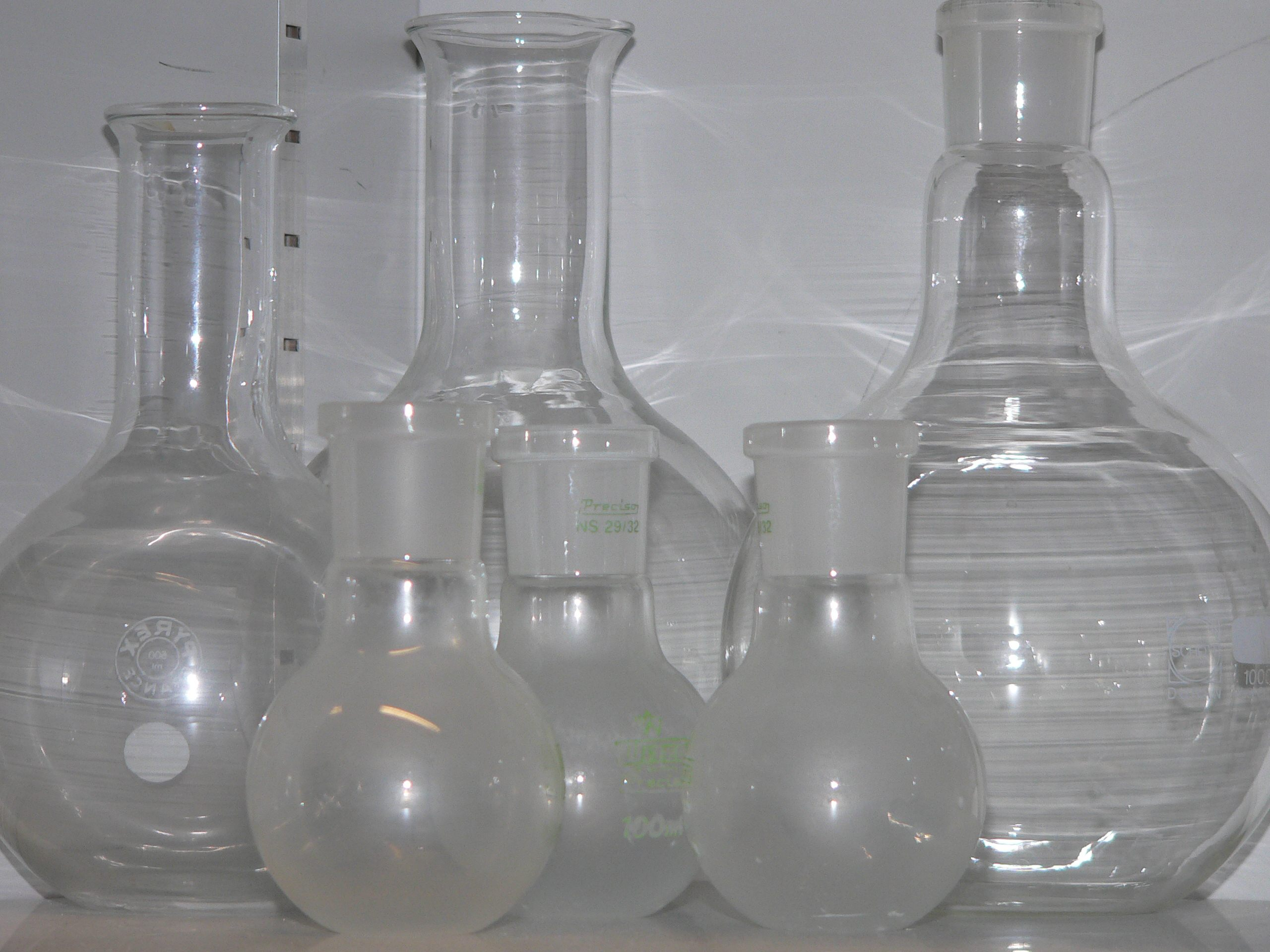
Balões de fundo chato.

O balão de fundo chato destina-se a destilações químicas e seu uso é semelhante ao balão de fundo redondo, porém mais apropriado aos aquecimentos sob refluxo, podendo ser apoiado sob superfícies planas, e seu tamanho varia, podendo ser de pequenos mililitros até grantes litros.
O balão de fundo chato é esférico e provido de colo, sua constituição é feita de borossilicato, comumente conhecido como pirex, possui alto grau de transparência e resistente a variação de temperaturas e choques térmicos. Detentor de um baixo coeficiente de dilatação térmica este material é excelente para laboratórios e para o uso em plantas de processo na indústria em geral. Mesmo com substâncias químicas agressivas permanece neutro e resistente a corrosão. O vidro de borossilicato é resistente a água, soluções salgadas e substâncias orgânicas.
Além de ser usado para aquecer líquidos ou soluções o balão de fundo chato pode ser utilizado para fazer reações com desprendimentos gasosos. Seu aquecimento pode ser feito sobre o tripé com tela de amianto.